# Балабан
Балабан (Falco cherrug) — рідкісний вид великих соколів, із ряду Соколоподібні, родини Соколові. Один з 37-ми видів роду у світовій фауні, один з 8-ми видів роду у фауні України. В Україні гніздовий, перелітний, зимуючий вид.

## Назва
Балабан з половецької: balaban, «сокіл»; інша застріла назва виду — раріг

## Поширення та чисельність
Цей вид гніздиться на території від Східної Європи до Манчжурії. Це переважно перелітний птах, крім південної частини ареалу, що перелітає на зиму до Ефіопії, Аравійського півострова, північної Індії та західного Китаю. Протягом останнього льодовикового періоду близько 40 — 10 тис. років тому, його ареал включав і Центральну Європу.
В Україні протягом XIX століття — першої половини ХХ століття вважався досить звичайним. Упродовж другої половини XX ст. чисельність скорочувалась, у деякі роки становила не більше 50 пар. Відновлення чисельності у степовій смузі почалося з 1980-х рр. Станом на 2009 р. чисельність на території України сягала не менше 250—300 пар. У Європі популяцію оцінено у 650—800 пар. На більшій частині світового ареалу чисельність виду зменшується через різке скорочення кормової бази, нелегальний вилов самиць і вилучення з гнізд пташенят з метою контрабандного вивезення за кордон.

## Зовнішній вигляд
Трохи менший за кречета. Максимально завдовжки досягає 60 см, маса 800—1300 г. Крило в самиць, які зазвичай більші від самців, завдовжки 413 мм. Для забарвлення балабанів характерні рудуватий і коричневий відтінки. Наявні слабкопомітні «вуса» у вигляді темних смужок по боках голови. Після линяння на другий рік свого життя спина, крила та надхвістя птаха набувають темно-сивого відтінку. Краплевидні строкатини замінюються на широкі смужки на грудях і животі, блакитні лапи та восковиця набувають жовтого відтінку.

## Особливості екології

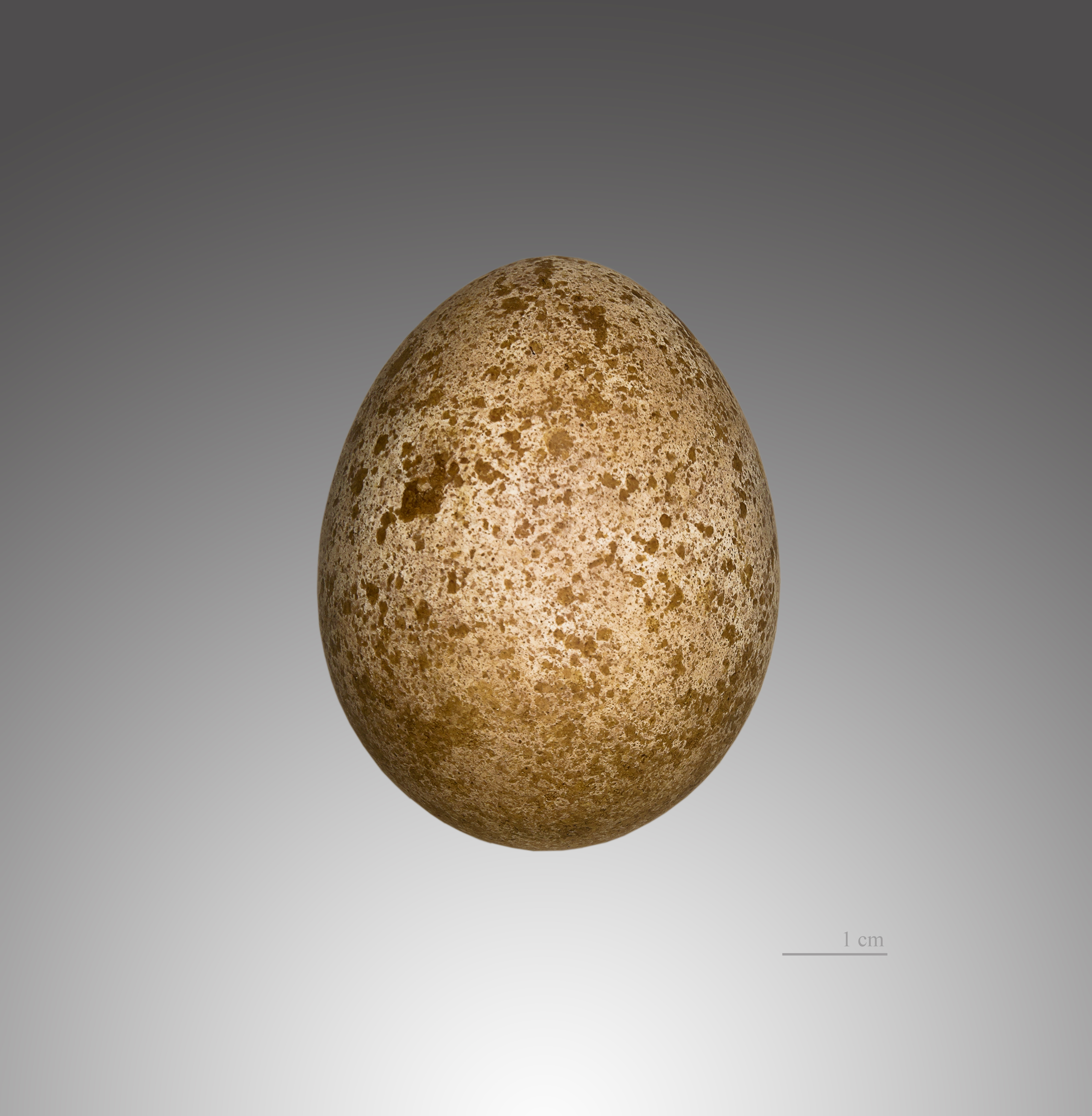
Яйце балобана

Біля гнізд з'являється в кінці лютого — на початку березня. Гніздові ділянки постійні. Гніздиться переважно на опорах магістральних ЛЕП, у Криму також на важкодоступних скелях і глиняних та вапнякових урвищах, головно на висоті 10-25 м. Гніздування на деревах спостерігається зрідка. Займає гнізда інших птахів, найчастіше круків, або робить кладку на уступах скель. Яйця відкладає в кінці березня — на початку квітня. У кладці 2-5 яєць. Насиджування триває близько 30 діб. У виводках 1-5 пташенят, які вилітають з гнізд у червні. Осіння міграція в жовтні — листопаді.
У природі балабан живиться переважно різноманітними видами гризунів. Зникнення балабанів у деяких країнах Європи пов'язують зі скороченням степових цілинних земель внаслідок розорювання. Результатом цього є зникнення ховрахів — основного елементу в харчовому спектрі виду. Полюють балабани також на менших птахів (граків, шпаків, голубів, жайворонків), а подекуди навіть на зайців, беручи їх при самій землі.

## Охорона
Охороняється Конвенцією з міжнародної торгівлі вимираючими видами дикої фауни і флори (CITES) (Додаток ІІ), Боннською (Додаток ІІ) та Бернською (Додаток ІІ) конвенціями. У 2010 р. МСОП змінило охоронну категорію виду з «близького до загрозливих» на «уразливий». Балабано занесено до Червоної книги України (1994, 2009). В Україні на заповідних територіях гніздиться не більше 1 % української популяції виду.

## Балабан та людина
Балабана здавна використовують для соколиного полювання, тому він користується повагою в культурі багатьох народів.

## Галерея

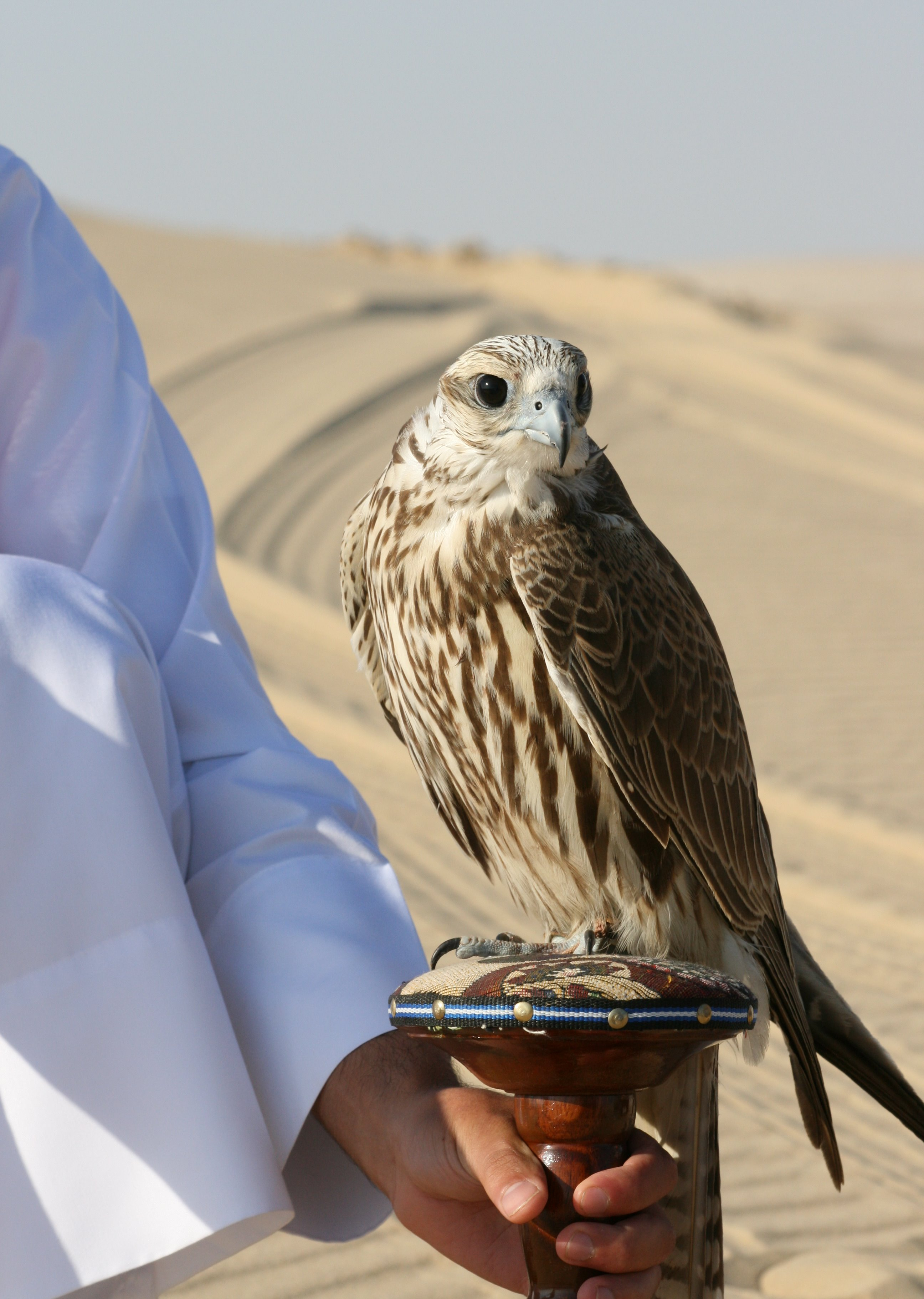
Балабан, якого тримають для соколиного полювання
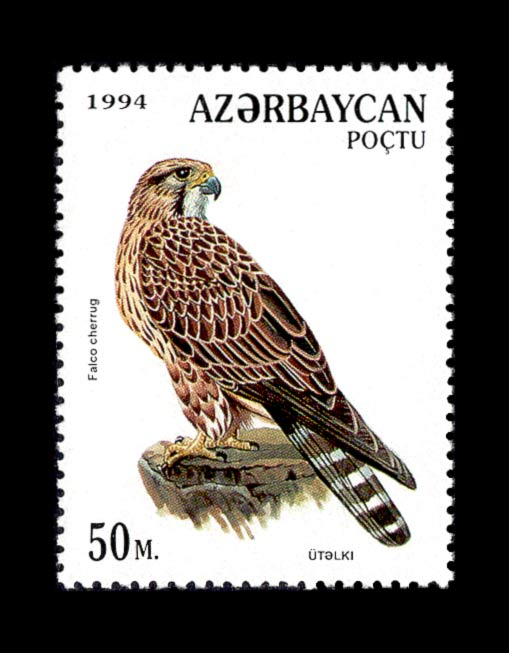
Балабан на поштовій марці Азербайджану
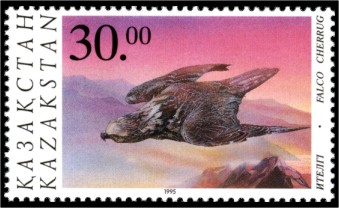
Балабан на поштовій марці Казахстану
Балабан на угорській монеті 50 форинтів 1996 р.